# 보비 자모라
로베르트 레스터 "보비" 자모라(영어: Robert Lester "Bobby" Zamora, 1981년 1월 16일 ~ )는 잉글랜드의 전 축구 선수로, 포지션은 포워드이다.

## 클럽
자모라는 웨스트 햄 유나이티드 유소년 시절 전 첼시의 주장 존 테리와 함께 유스 시절을 보냈다.
자모라는 1999년 브리스톨 로버스에서 선수 생활을 시작하였다.
브리스톨 로버스에서 별 다른 활약을 펼지지 못한 채 배스 시티로 임대되었고 5경기에 나서 7골을 넣는 활약을 하여 브라이턴 앤 호브 앨비언의 감독의 눈길을 사로잡게 되고 임대 후 완전 이적 하게 된다.
그 후 자모라는 기대에 보답하며, 브라이턴 앤 호브 앨비언의 4부리그 우승과 3부리그 우승에 기여 하였다.
그 활약으로 2003년 토트넘 홋스퍼로 이적하였다. 하지만 별 다른 활약을 보이지 못하며, 웨스트 햄 유나이티드로 이적 하여 1부리그 승격에 일조한다. 그 후 주축 공격수 로서 활약 하였다.
2008년 자모라는 풀럼으로 이적하여 전성기를 맞이한다. 이 시기에 풀럼 FC는 유로파리그 준우승을 하였으며, 자모라는 2010년 FIFA 월드컵 잉글랜드 축구 국가대표팀으로 승선하게 된다.
그러나 당시 풀럼의 감독 마틴 욜과의 불화로 많은 경기에 나서지 못하게 되자, 당시 공격수가 절실한 퀸스 파크 레인저스가 이번 시즌 잔류를 할 시 풀럼에게 50만 파운드를 추가 지불 하겠다라는 조항과 함께 400만 파운드에 자모라를 영입 제의를 하였고, 결국 자모라는 퀸즈 파크 레인저스 FC로 이적하였다.
그러나 몇 경기 소화하지 못한채, 엉덩이 부상으로 경기에 나서지 못하였다.
자모라가 부상에서 복귀하자 팀은 강등이 유력했고, 결국 퀸스 파크 레인저스는 2부리그로 강등을 당하였다.
2014년 5월 25일, 자모라는 풋볼 리그 챔피언십 2013-14 더비 카운티와 승격 플레이오프 결승전서 후반 종료 직전 극적인 결승골에 힘입어 1-0으로 승리로 다시 프리미어리그로 승격하게 되었다.

## 우승 경력
잉글랜드 4부리그 우승 (2000~01)
잉글랜드 3부리그 우승 (2001~02)
FA컵 준 우승 (2005~06)
UEFA 유로파리그 준우승 (2009~10)

## 수상 내역
잉글랜드 4부리그 골드 부츠 (2000~01)
PFA 팬 선정 올해의 선수(4부리그) (2001)
잉글랜드 3부리그 골드 부츠 (2001~02)
PFA 팬 선정 올해의 선수 (3부리그) (2002)